# Élodie Yung
Élodie Yung (Párizs, 1981. február 22. –) francia színésznő.
Legismertebb alakítása Elektra Natchios a Marvel-moziuniverzumban. 2022-től A takarítónő című sorozatban.

## Fiatalkora
1981. február 22-én született Párizsban. Édesapja kambodzsai, édesanyja francia származású. Seine-Saint-Denis-ben nőtt fel. Apja 9 éves korában beíratta karateórákra és tizenéves korában fekete öves lett. A Párizsi Egyetemen jogi diplomát szerzett, azzal a szándékkal, hogy bíró lesz. 29 éves korában azonban inkább színészetet választotta és a Londoni Zene- és Színházművészeti Akadémián tanult.

## Pályafutása
2006 és 2010 között Az első bevetés című sorozat főszereplője volt. 2009-ben a B13 – Az Ultimátum című filmben szerepelt. 2010-ben A tetovált lány című filmben tűnt fel. 2013-ban a G.I. Joe: Megtorlás című filmben alakította Jinx karakterét. 2016-ban az Egyiptom istenei című filmben szerepelt. Még ebben az évben Elektra Natchiosként tűnt fel a Daredevil című sorozatban. 2022 óta A takarítónő című sorozat főszereplője.

## Magánélete
2018 júniusában bejelentette, hogy első gyermekével terhes. 2018. augusztus elején született meg Jonathan Howard színésszel a közös lányuk.

## Filmográfia

### Filmek
| Év   | Magyar cím                                   | Eredeti cím                          | Szerep                | Magyar hang        |
| ---- | -------------------------------------------- | ------------------------------------ | --------------------- | ------------------ |
| 2004 | Yamakasi 2. – Utcai szamurájok               | Les fils du vent                     | Tsu                   | Haumann Petra      |
| 2007 |                                              | Fragile(s)                           | Isa                   |                    |
| 2008 |                                              | Home Sweet Home                      | Marie-Jo              |                    |
| 2009 | B13 – Az Ultimátum                           | Banlieue 13: Ultimatum               | Tao                   | Bogdányi Titanilla |
| 2010 |                                              | Opération Casablanca                 | Isako                 |                    |
| 2010 |                                              | Let Her                              | nő                    |                    |
| 2011 | A tetovált lány                              | The Girl with the Dragon Tattoo      | Miriam Wu             |                    |
| 2013 | G.I. Joe: Megtorlás                          | G.I. Joe: Retaliation                | Kim Arashikage / Jinx | Sipos Eszter Anna  |
| 2014 |                                              | Believe                              | Murray felesége       |                    |
| 2014 | Megnyugvás                                   | Still                                | Believe               | Szilágyi Csenge    |
| 2015 |                                              | Narcopolis                           | Eva Gray              |                    |
| 2016 | Egyiptom istenei                             | Gods of Egypt                        | Hathor                | Németh Borbála     |
| 2017 | Sokkal több mint testőr                      | The Hitman's Bodyguard               | Amelia Roussel        | Trokán Nóra        |
| 2020 | Másodszülött Királyi Sarjak Titkos Társasága | Secret Society of Second-Born Royals | Catherine királynő    | Németh Borbála     |

### Televíziós szerepek
| Év         | Magyar cím           | Eredeti cím           | Szerep                  | Megjegyzések                                                                   |
| ---------- | -------------------- | --------------------- | ----------------------- | ------------------------------------------------------------------------------ |
| 2002–2003  |                      | La vie devant nous    | Jade Perrin             | mellékszereplő                                                                 |
| 2005–2007  |                      | Mademoiselle Joubert  | Fanny Ledoin            | 3 epizód                                                                       |
| 2006—2010  | Az első bevetés      | Les Bleus             | Laura Maurier           | főszereplő magyar hangja Molnár Ilona                                          |
| 2007       |                      | Sécurité intérieure   | Joséphine               | minisorozat                                                                    |
| 2009       |                      | Little Wenzhou        | Su                      | tévéfilm                                                                       |
| 2016       |                      | Of Kings and Prophets | Rizpah                  | 1 epizód                                                                       |
| 2016       | Daredevil            | Daredevil             | Elektra Natchios        | főszereplő magyar hangja Németh Borbála (1. szinkron) Kurta Niké (2. szinkron) |
| 2017       | A Védelmezők         | The Defenders         | Elektra Natchios        | főszereplő                                                                     |
| 2021, 2022 | Love, Death & Robots | Love, Death & Robots  | Alice, Chantra (hangja) | 2 epizód magyar hangja Nádasi Veronika (Alice) Sági Tímea (Chantra)            |
| 2022–      | A takarítónő         | The Cleaning Lady     | Thony De La Rosa        | főszereplő                                                                     |